# Claus Schiprowski
Claus Schiprowski, né le 27 décembre 1942 à Gelsenkirchen, est un ancien athlète allemand. 
Aux Jeux olympiques d'été de 1968 à Mexico, il a remporté l'argent pour l'Allemagne de l'Ouest au saut à la perche, égalant le record olympique et établissant un nouveau record d'Europe. Dans cette finale passionnante, les trois premiers Bob Seagren, Claus Schiprowski et Wolfgang Nordwig avaient passé 5,40 m.

## Palmarès

### Jeux olympiques
- Jeux olympiques de 1968 à Mexico ( Mexique)
  -  Médaille d'argent au saut à la perche

### Championnats d'Europe d'athlétisme
- Championnats d'Europe d'athlétisme de 1966 à Budapest ( Hongrie)
  - 8e au saut à la perche

### Championnats d'Europe d'athlétisme en salle
- Jeux européens d'athlétisme en salle de 1966 à Dortmund ( Allemagne de l'Ouest)
  - 6e au saut à la perche